# Astragalus striatiflorus
Astragalus striatiflorus är en ärtväxtart som beskrevs av William Jones. Astragalus striatiflorus ingår i släktet vedlar, och familjen ärtväxter. Inga underarter finns listade i Catalogue of Life.